# NLGN1
NLGN1‏ (Neuroligin 1) هوَ بروتين يُشَفر بواسطة جين NLGN1 في الإنسان.